# 小花金莲花
小花金莲花（学名：Trollius micranthus）为毛茛科金莲花属下的一个种。在中国分布于以云南省西北部的德钦县和以西藏自治区东部的墨脱县，一般生长于海拔约3900-4000的山地草坡中。

## 扩展阅读
- 維基物種上的相關：小花金莲花